# Liana Badr
Liana Badr (Jerusalém, 1950) é uma escritora palestina. Ela é romancista, escritora de histórias, jornalista, poeta e diretora de cinema. Ela foi criada em Jericó. Estudou na Universidade da Jordânia. Graduou-se na Universidade Árabe de Beirute com um diploma em filosofia e psicologia. Liana também estudou na Universidade Libanesa. Obteve o mestrado da Bierzeit University. Ela morou em Beirute e trabalhou como editora de Al Hurriyya. Depois de 1982, mudou-se para Damasco, depois para Tunísia e Amã. Ela retornou à Palestina em 1994.
Ela trabalhou no Ministério da Cultura da Palestina (PMC) como diretora geral de artes. Trabalhou também no Arquivo Cinematic através do seu departamento Audiovisual. Ela era a editora de Dafater Thaqafiyya .

## Prémios recebidos
- Prêmio Interamericano - "Sigilio de la Pace" do Município de Florença e Florence Female Film Festival - 2007 - por Gates estão abertos. Às vezes!
- Zetounat ganhou o prémio de bronze e o melhor trabalho sobre Mulheres nos Países Árabes 2001 - Tunísia - Festival Árabe de Rádio e TV.
- Zetounat - recebeu o prémio honorário no Festival de Curta-metragem - Teerão - Irão - 2002.
- O Green Bird ganhou o prémio de bronze no Festival Internacional de Filmes Infantis do Cairo em 2002.
- Homenagem ao Festival Internacional de Cinema do Cairo 2000 para Fadwa: Uma história de um poeta palestin e Zetounat Film.

## Obras
- بوصلة من أجل عباد الشمس: رواية ؛ شرفة على الفاكهاني : قصص (Compass of the Sunflower) دار الثقافة الجديدة, 1989
- جحيم ذهبي: قصص (Hell of Gold: stories), دار الاداب،, 1991
- عين المرآة  (The Eye of the Mirror) - 1991
- نجوم أريحا (Jericho Stars), دار الهلال،,1993
- زنابق الضوء (Lillies light) 1998 دار شرقيات للنشر واالتوزيع

### Obras em inglês
- A compass for the sunflower, Women's Press, 1989, ISBN 978-0-7043-5037-3
- A Balcony over the Fakihani. Traductores Peter Clark, Christopher Tingley. Interlink Books. 1993. ISBN 978-1-56656-464-9.
- The Stars of Jericho, 1993.
- The Eye of the Mirror, Traductor Samira Kawar, Garner, 1994, ISBN 978-1-85964-020-3; Garnet, 2008, ISBN 978-1-85964-201-6
- The March of the Dinasours .2009.  publicado por “Freedom“

### Literatura infantil
- 1978 فراس يصنع بحرأ  (Firas makes a Sea)
- 1981 في المدرسة (In the School )
- 1981 القطة الصغيرة (The little Cat)
- 1990 طيارة يونس (Younes's Kite)
- 1997 الأصدقاء يعبرون النهر (The Friends are Crossing the River)
- 2007 قطة لا تقول نياو (A Cat who doesn’t Say Miao)
- 2008 زهرة الثلج الحمراء (The Red Snow Flower )

## Filmografia
- Fadwa: A Tale of a Palestinian Poetess. 52 min, 1999.
- Zeitounat. 37 min, 2000.
- The Green Bird. 37 min, 2002.
- Siege ( A Writer's Diary). 33 min. 2003
- The Gates are Open. Sometimes! 2006. 42 min.
- A match on Thursday Afternoon. 2006. 3 min.
- Al QUds – My City . 2010. 52 min[3]